# Lista de festivais de ópera
Esta é uma lista de festivais de ópera, temporadas de Verão, e outros festivais de música que incluem produções de ópera.
| Nome do festival de ópera                             | Teatro principal                                     | Local                         | País           | Datas               |
| ----------------------------------------------------- | ---------------------------------------------------- | ----------------------------- | -------------- | ------------------- |
| Bregenz Festival                                      | Seebühne                                             | Bregenz                       | Áustria        |                     |
| Tiroler Festspiele Erl                                | Passionsspielhaus                                    | Erl                           | Áustria        |                     |
| Innsbrucker Festwochen der Alten Musik                | Tiroler Landestheater                                | Innsbruck                     | Áustria        |                     |
| Salzburger Osterfestspiele (Salzburg Easter Festival) | Großes Festspielhaus                                 | Salzburgo                     | Áustria        |                     |
| Festival de Salzburgo                                 | Großes Festspielhaus                                 | Salzburgo                     | Áustria        | julho/agosto        |
| Salzburger Pfingstfestspiele                          | Großes Festspielhaus                                 | Salzburgo                     | Áustria        |                     |
| Wiener Festwochen                                     | Theater an der Wien                                  | Viena                         | Áustria        |                     |
| Festival de Música Antiga de Innsbruck                |                                                      | Innsbruck                     | Áustria        |                     |
| Festival Whitsun de Salzburgo                         |                                                      | Salzburgo                     | Áustria        |                     |
| Festival Amazonas de Ópera                            | Teatro Amazonas                                      | Manaus                        | Brasil         | abril/maio          |
| Festival de Ópera do Paraná                           | Teatro Guaíra                                        | Curitiba                      | Brasil         | novembro/dezembro   |
| Festival de Ópera do Theatro da Paz                   | Theatro da Paz                                       | Belém                         | Brasil         |                     |
| Buxton Festival                                       | Buxton Opera House                                   | Buxton                        | Reino Unido    |                     |
| International Gilbert and Sullivan Festival           | Buxton Opera House                                   | Buxton                        | Reino Unido    |                     |
| Edinburgh International Festival                      | Edinburgh Festival Theatre                           | Edimburgo                     | Reino Unido    |                     |
| Garsington Opera                                      | Garsington Manor                                     | Garsington                    | Reino Unido    |                     |
| Festival de Glyndebourne                              | Glyndebourne Opera House                             | Glyndebourne                  | Reino Unido    | maio a agosto       |
| Opera Holland Park                                    | Holland Park Theatre                                 | Londres                       | Reino Unido    |                     |
| Grange Park Opera                                     | Theatre in the Woods                                 | West Horsley Place, Guildford | Reino Unido    |                     |
| The Grange Festival                                   | The Grange                                           | Northington                   | Reino Unido    | junho/julho         |
| Savonlinna Opera Festival                             | Olavinlinna Castle                                   | Savonlinna                    | Finlândia      |                     |
| Festival d'Aix-en-Provence                            | Théâtre de l'Archevêché                              | Aix-en-Provence               | França         |                     |
| Opéra de Baugé                                        | Les Capucins                                         | Baugé                         | França         |                     |
| Opéra Les Azuriales                                   | Villa Ephrussi de Rothschild                         | Cap Ferrat                    | França         |                     |
| Festival de Radio France et Montpellier               | Opéra Berlioz at Le Corum                            | Montpellier                   | França         |                     |
| Chorégies d'Orange                                    | Théâtre Antique d'Orange                             | Orange                        | França         |                     |
| Bad Hersfelder Opernfestspiele                        | Stiftsruine Bad Hersfeld                             | Bad Hersfeld                  | Alemanha       |                     |
| Festspiel Baden-Baden                                 | Festspielhaus Baden-Baden                            | Baden-Baden                   | Alemanha       |                     |
| Festival de Bayreuth                                  | Bayreuth Festspielhaus                               | Bayreuth                      | Alemanha       | julho/agosto        |
| Munich Opera Festival                                 | Nationaltheater München                              | Munique                       | Alemanha       |                     |
| Schwetzingen Festival                                 | Schwetzingen Castle                                  | Schwetzingen                  | Alemanha       |                     |
| Festival da Páscoa de Salzburgo                       |                                                      | Munique                       | Alemanha       |                     |
| Wexford Festival Opera                                | Wexford Opera House                                  | Wexford                       | Irlanda        |                     |
| Opera Barga Festival                                  | Teatro dei Differenti                                | Barga                         | Itália         |                     |
| Maggio Musicale Fiorentino                            | Teatro Communale and Teatro della Pergola            | Florence                      | Itália         | maio a julho        |
| Macerata Opera                                        | Sferisterio                                          | Macerata                      | Itália         |                     |
| Festival della Valle d'Itria                          | Palazzo Ducale                                       | Martina Franca                | Itália         |                     |
| Festival Rossini de Ópera                             | Teatro Rossini                                       | Pesaro                        | Itália         |                     |
| Festival de Ravena                                    | Teatro Communale Alighieri                           | Ravena                        | Itália         |                     |
| Festival dei Due Mondi                                | Teatro Caio Melisso                                  | Spoleto                       | Itália         |                     |
| Festival Puccini                                      | Teatro ao ar-livre                                   | Torre del Lago, Viareggio     | Itália         |                     |
| Festival Arena di Verona                              | Arena de Verona                                      | Verona                        | Itália         |                     |
| Festival ao Largo                                     | Largo do Teatro Nacional de São Carlos               | Lisboa                        | Portugal       |                     |
| Festival de Ópera e Música Clássica de Ponte de Lima  | Teatro Diogo Bernardes                               | Ponte de Lima                 | Portugal       |                     |
| Festival de Ópera de Óbidos                           | Cerca do Castelo                                     | Óbidos                        | Portugal       | Última edição: 2010 |
| George Enescu Festival                                | Romanian Athenaeum                                   | Bucareste                     | Roménia        |                     |
| Dalhalla Opera                                        | Draggängarna                                         | Rättvik                       | Suécia         |                     |
| Drottningholm                                         | Drottningholm Slottstheater                          | Estocolmo                     | Suécia         |                     |
| Aspendos International Opera and Ballet Festival      | Aspendos Theatre                                     | Antalya                       | Turquia        |                     |
| Aspen Music Festival                                  | Wheeler Opera House                                  | Aspen                         | Estados Unidos |                     |
| Central City Opera                                    | Opera House                                          | Central City                  | Estados Unidos |                     |
| Spoleto Festival USA                                  | Gaillard Municipal Auditorium & Memminger Auditorium | Charleston                    | Estados Unidos |                     |
| Chautauqua Opera                                      | Norton Memorial Hall                                 | Chautauqua                    | Estados Unidos |                     |
| Cincinnati Opera Summer Festival                      | Music Hall                                           | Cincinnati                    | Estados Unidos |                     |
| Glimmerglass Opera                                    | Alice Busch Opera Theater                            | Cooperstown                   | Estados Unidos |                     |
| Fort Worth Opera                                      | Bass Performance Hall                                | Fort Worth                    | Estados Unidos |                     |
| Ravinia Festival                                      | Ravinia Park                                         | Highland Park                 | Estados Unidos |                     |
| Caramoor International Music Festival                 | Venetian Theatre                                     | Katonah                       | Estados Unidos |                     |
| Tanglewood Music Festival                             | Tanglewood Music Center                              | Lenox                         | Estados Unidos |                     |
| Santa Fe Opera                                        | The Crosby Theater                                   | Santa Fe                      | Estados Unidos |                     |
| Lake George Opera                                     | Spa Little Theater                                   | Saratoga Springs              | Estados Unidos |                     |
| Opera Theatre of Saint Louis                          | Loretto-Hilton Theater                               | St. Louis                     | Estados Unidos |                     |
| Wolf Trap Opera Company                               | Filene Center                                        | Viena                         | Estados Unidos |                     |
| College Light Opera Company                           | Highfield Theatre                                    | Falmouth                      | Estados Unidos |                     |